# Napolitains

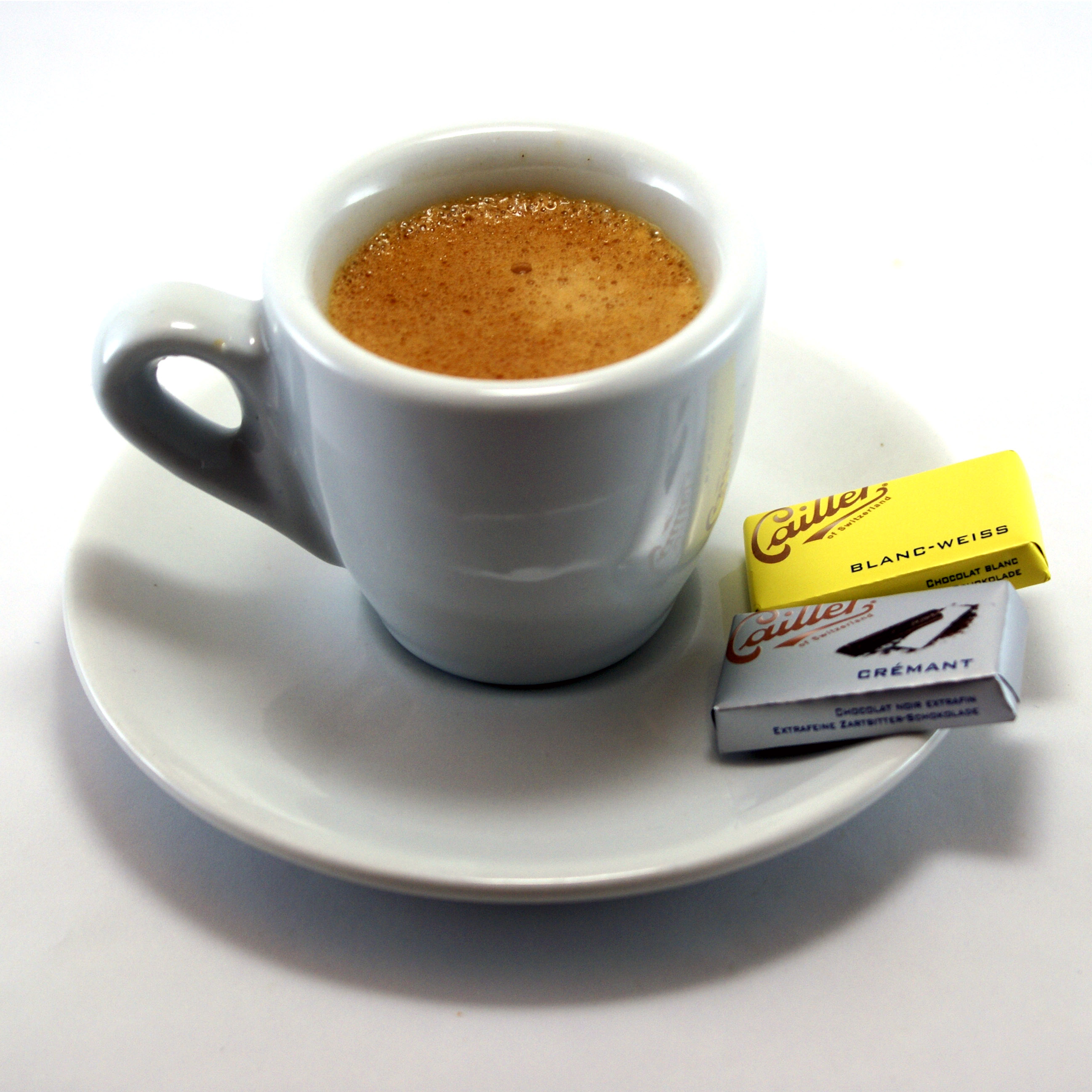
Napolitains servido con una taza de café

Los Napolitains son pequeñas tabletas de chocolate destinados a ser servidos con una taza de café.
Miden cerca de 3 centímetros (1.2 pulgadas) por 2 centímetros (0.8 pulgadas), pesan cerca de 5 gramos y se envuelven individualmente. Los Napolitains pueden ser de cualquier tipo de chocolate.

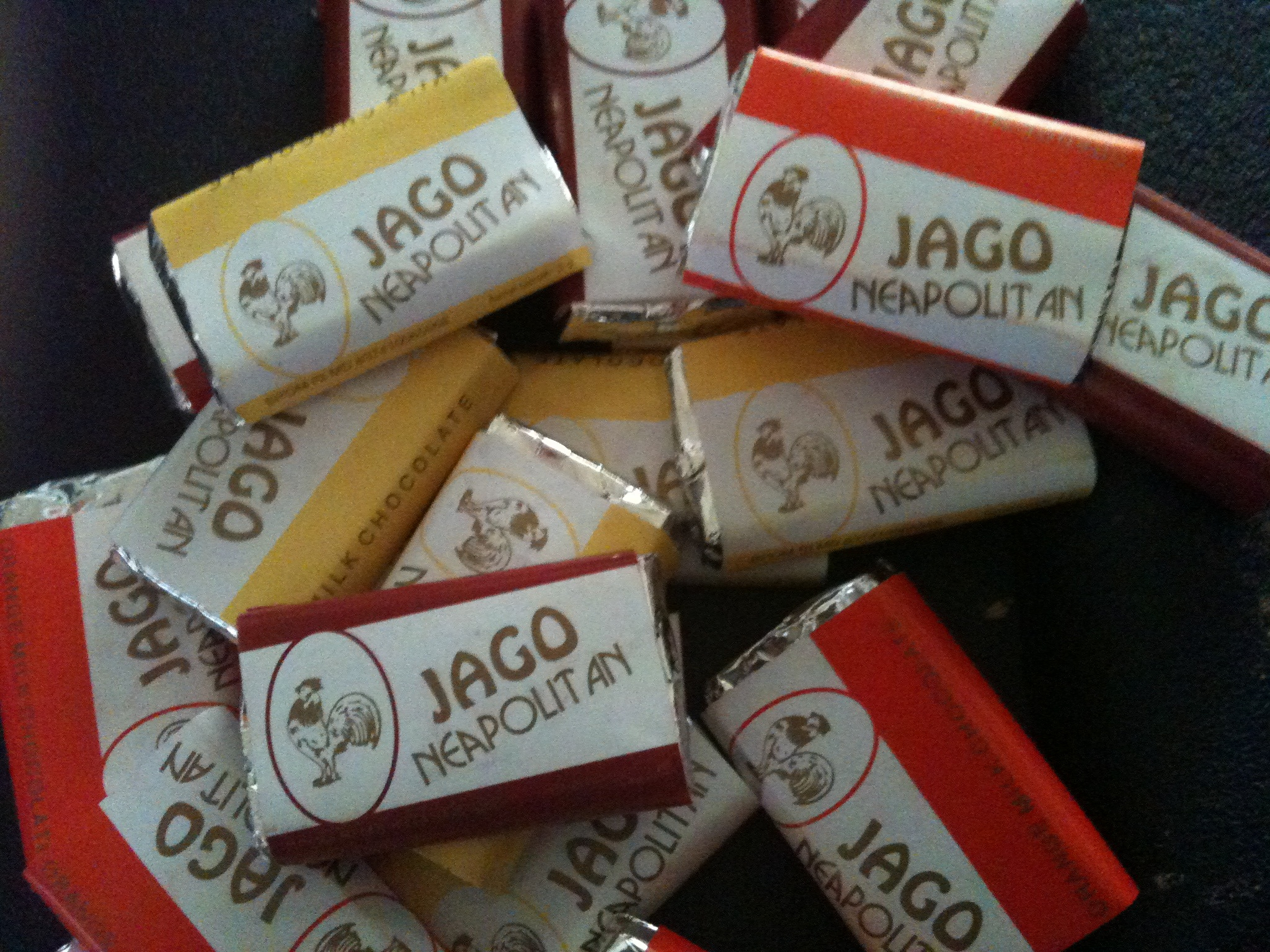
Coklat Ayam (Indonesia)
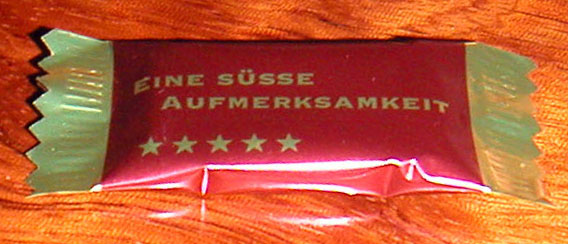
Eine süsse Aufmerksamkeit (EU)
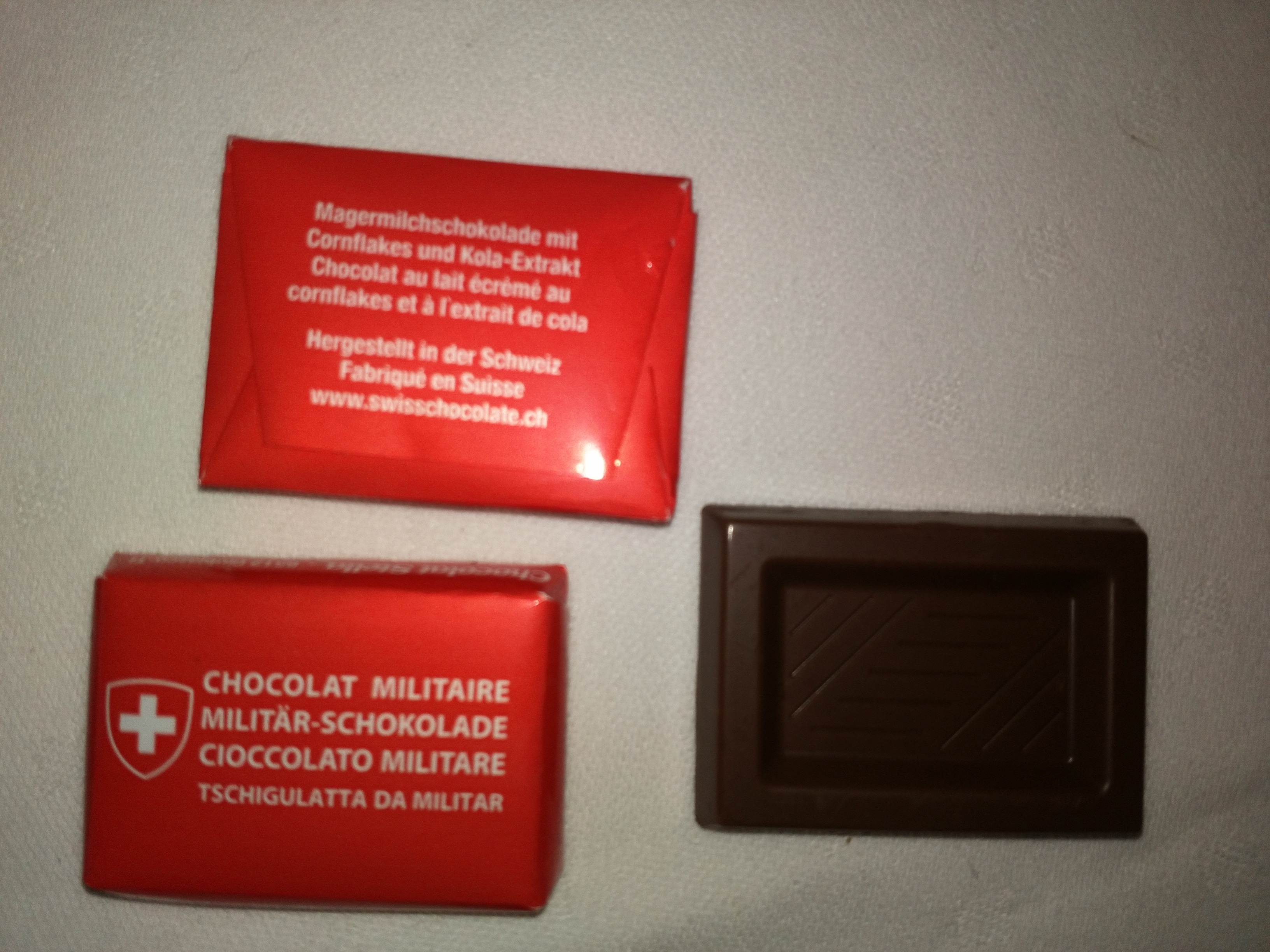
Swiss Militarychocolade Napolitains
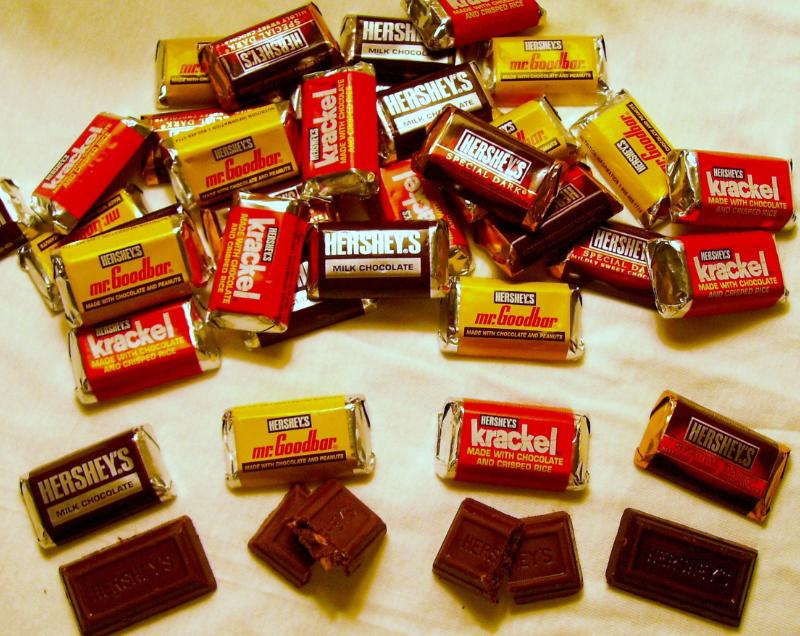
Assortment Miniatures fom Hershey (USA)